# Colombia (cóctel)

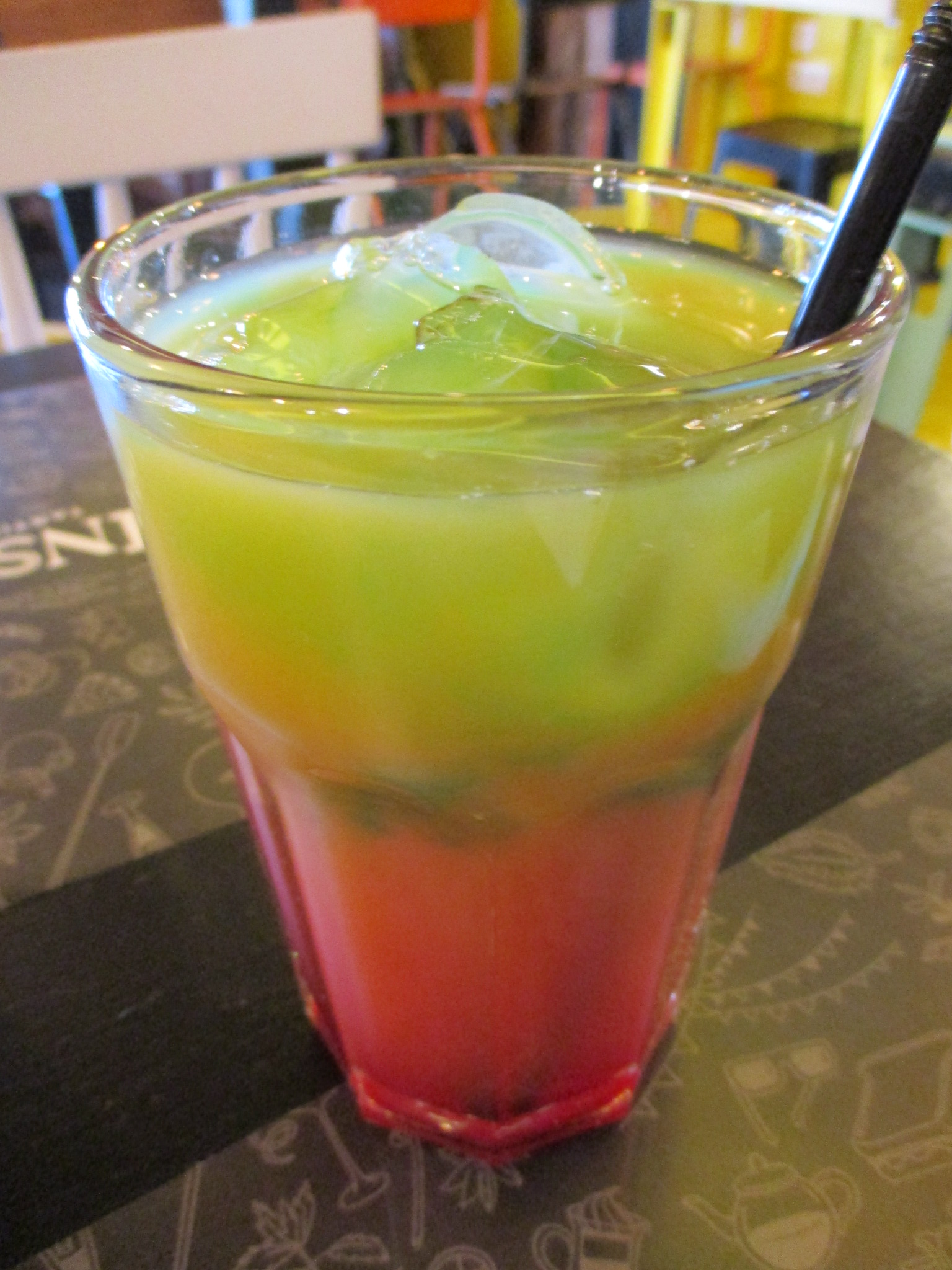
Cóctel Colombia

El Colombia Cóctel contiene vodka y curazao. El efecto de capas se aprovecha de la variación entre la densidad y temperatura de los ingredientes, lo que forma las capas. La bebida se presenta como apiladas capas horizontales de amarillo, azul y rojo, que coincide con los tres colores de la bandera de Colombia.

## Ingredientes
- 2 partes de vodka
- 1 parte de curazao
- 1 parte de granadina
- 1 parte de jugo de limón
- 6 partes de jugo de naranja

## Preparación
Agitar el vodka y los jugos de los cítricos en una coctelera, luego colar en un vaso. Vierta la granadina por un lado del vaso hasta que quede en el fondo, acto seguido, vierta el licor de curazao, y finalmente, el zumo de los cítricos con el vodka. Servir antes de que las capas se mezclen.
- Datos: Q5147877
- Multimedia: Colombia (cocktail) / Q5147877